# 이케부쿠로역
이케부쿠로역(일본어: 池袋駅 이케부쿠로에키[*])은 일본 도쿄도 도시마구에 있는 철도역이다.

## 운행 노선
- JR 동일본
  - 야마노테 선
  - 사이쿄 선
  - 쇼난 신주쿠 라인
- 세이부 철도
  - 이케부쿠로 선
- 도부 철도
  - 도조 본선
- 도쿄 지하철 주식회사
  - 마루노우치 선
  - 유라쿠초 선
  - 후쿠토신 선

## 타는 곳

### 동일본 여객철도
| ↑ 신주쿠, 메지로                   |
| \| １２ \| ３４ \| ５６ \| ７８ \| |
| 이타바시, 아카바네, 오쓰카 ↓       |

| 1 | 사이쿄 선                                                   | 신주쿠·시부야·오사키·（린카이 선 직결）신키바·（소테쓰 선 직결）에비나 방면 |
| 2 | 쇼난 신주쿠 라인（도카이도 선 직통）                        | 신주쿠·시부야·오사키·요코하마·오후나·오다와라 방면                          |
| 2 | 쇼난 신주쿠 라인（요코스카 선 직통）                        | 신주쿠·시부야·오사키·요코하마·오후나·즈시 방면                              |
| 2 | ■ 특급「나리타 익스프레스」                                 | 신주쿠·도쿄·나리타 공항 방면                                                |
| 2 | ■ 특급「슈퍼 뷰 오도리코」                                  | 신주쿠·요코하마·오후나·오다와라·아타미·이즈큐시모다 방면                    |
| 3 | 쇼난 신주쿠 라인（우츠노미야 선 직통）                      | 아카바네·오미야·오야마·우츠노미야 방면                                      |
| 3 | 쇼난 신주쿠 라인（다카사키 선 직통）                        | 아카바네·오미야·구마가야·다카사키 방면                                      |
| 3 | ■ 특급 스페셜 닛코·기누가와·스페시아기메가와（도부 선직결） | 도부닛코·기누가와 온천 방면                                                 |
| 3 | 사이쿄 선                                                   | 아카바네·무사시우라와·오미야·가와고에 방면（이른 아침·심야시간대에 출발）   |
| 4 | 사이쿄 선                                                   | 아카바네·무사시우라와·오미야·가와고에 방면                                  |
| 5 | 야마노테 선 내선 순환                                       | 신주쿠·시부야·시나가와 방면（당역 출발）                                    |
| 6 | 야마노테 선 내선 순환                                       | 신주쿠·시부야·시나가와 방면                                                 |
| 7 | 야마노테 선 외선 순환                                       | 우에노·도쿄 방면                                                            |
| 8 | 야마노테 선 외선 순환                                       | 우에노·도쿄 방면（당역 출발）                                               |

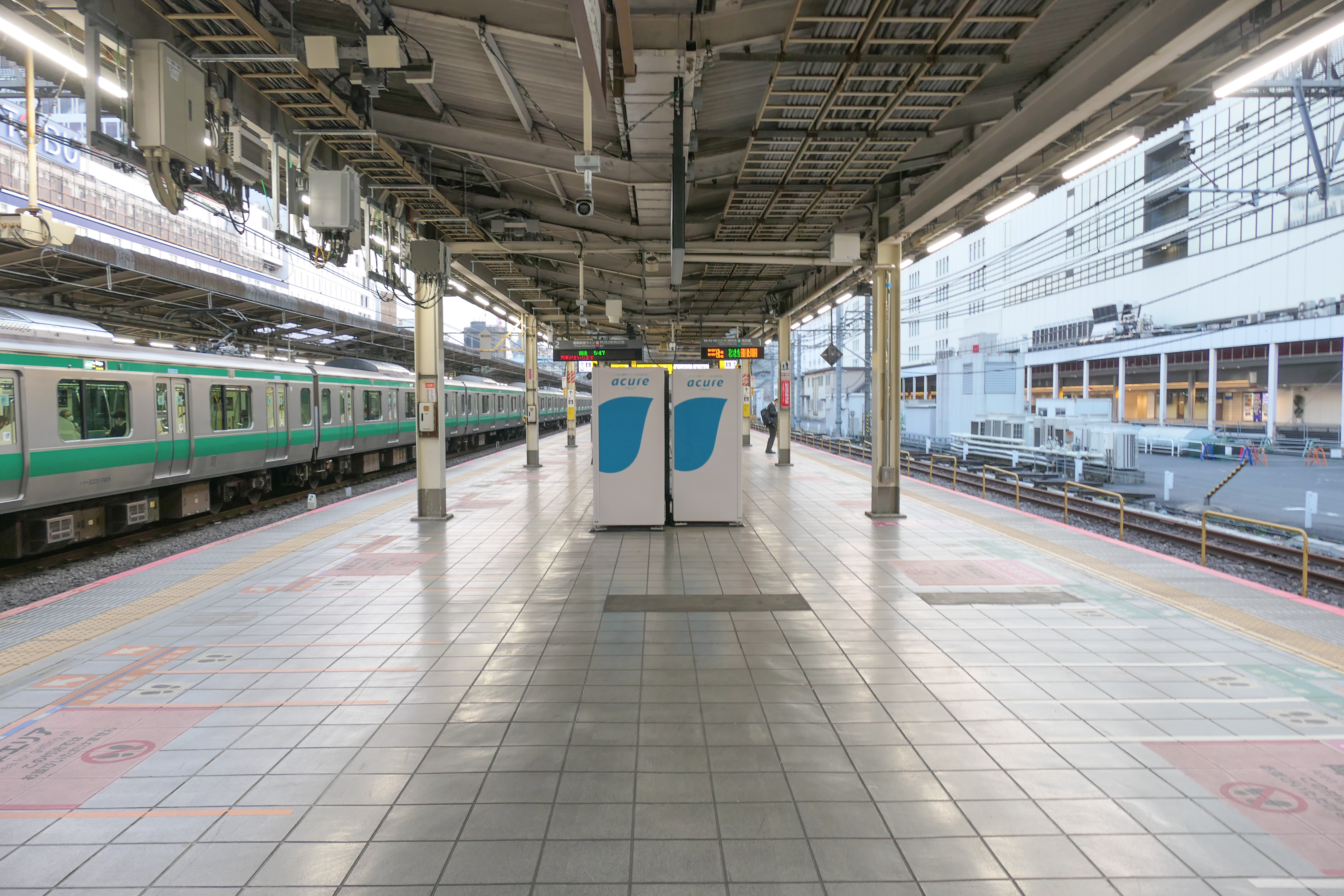
1,2번선 승강장 (2022년 4월7일, 사이쿄 선 및 쇼난 신주쿠 라인 승강장)
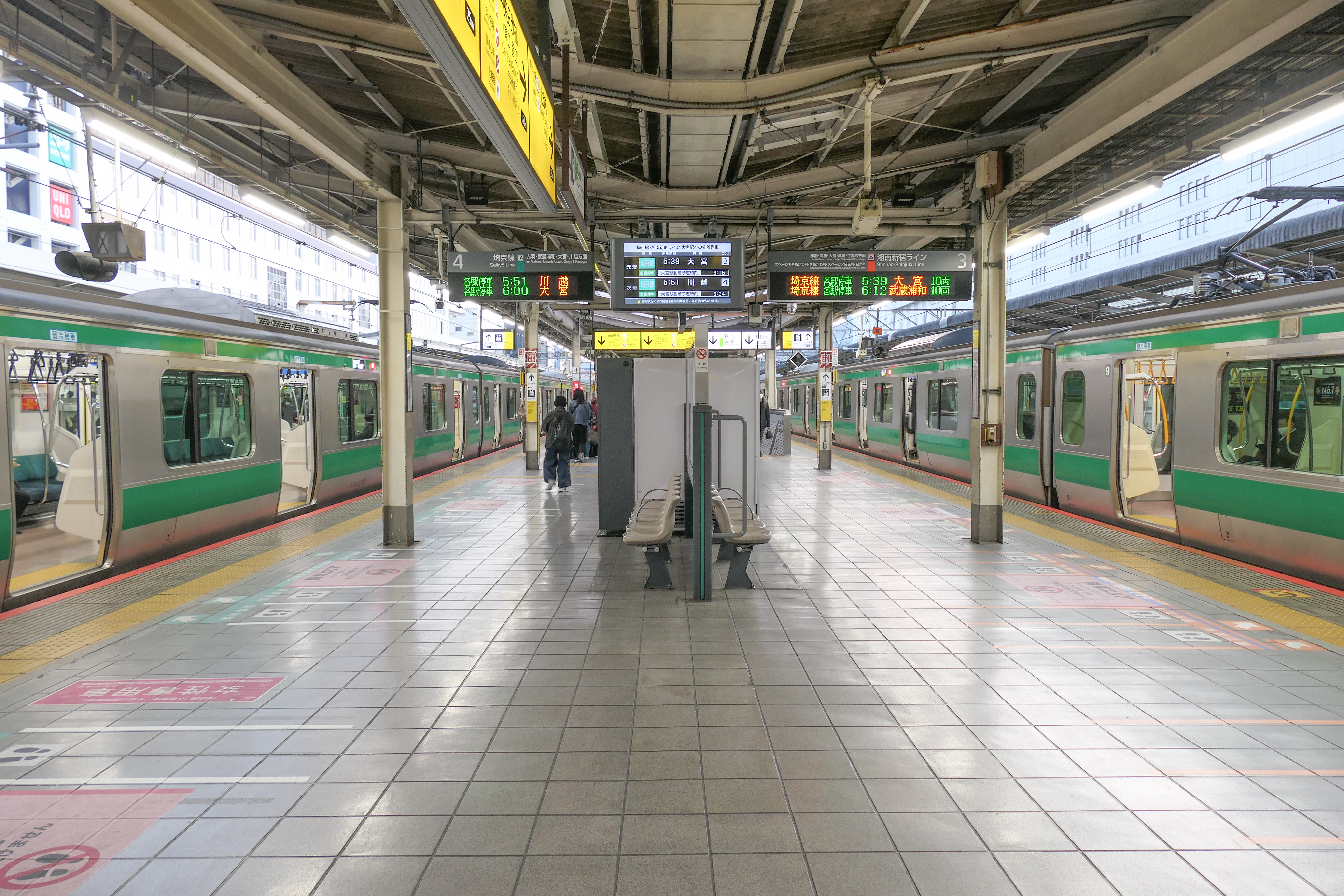
3,4번선 승강장 (2022년 4월7일, 사이쿄 선 및 쇼난 신주쿠 라인 승강장)
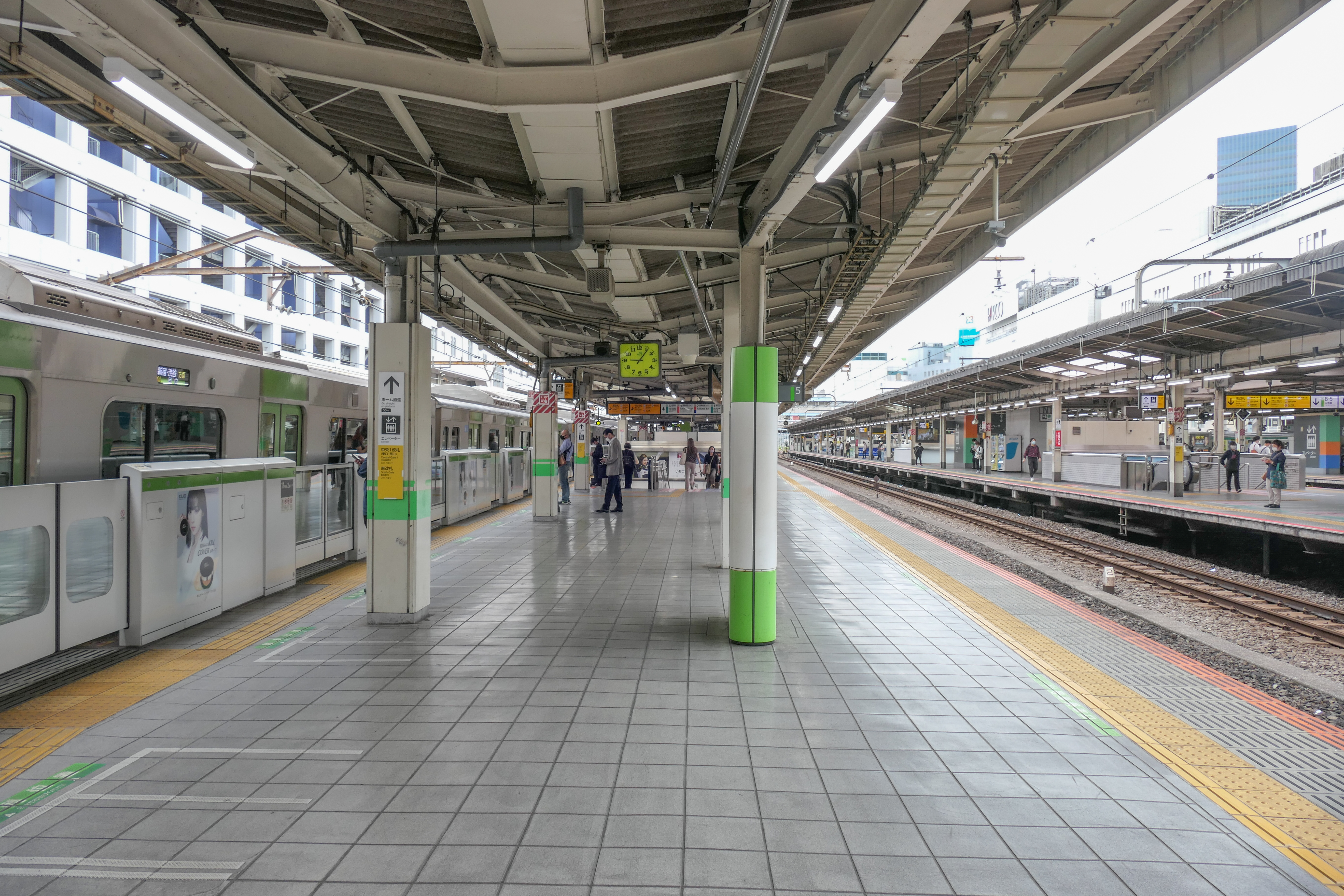
5,6번선 승강장 (2021년 6월11일, 야마노테 선 승강장)
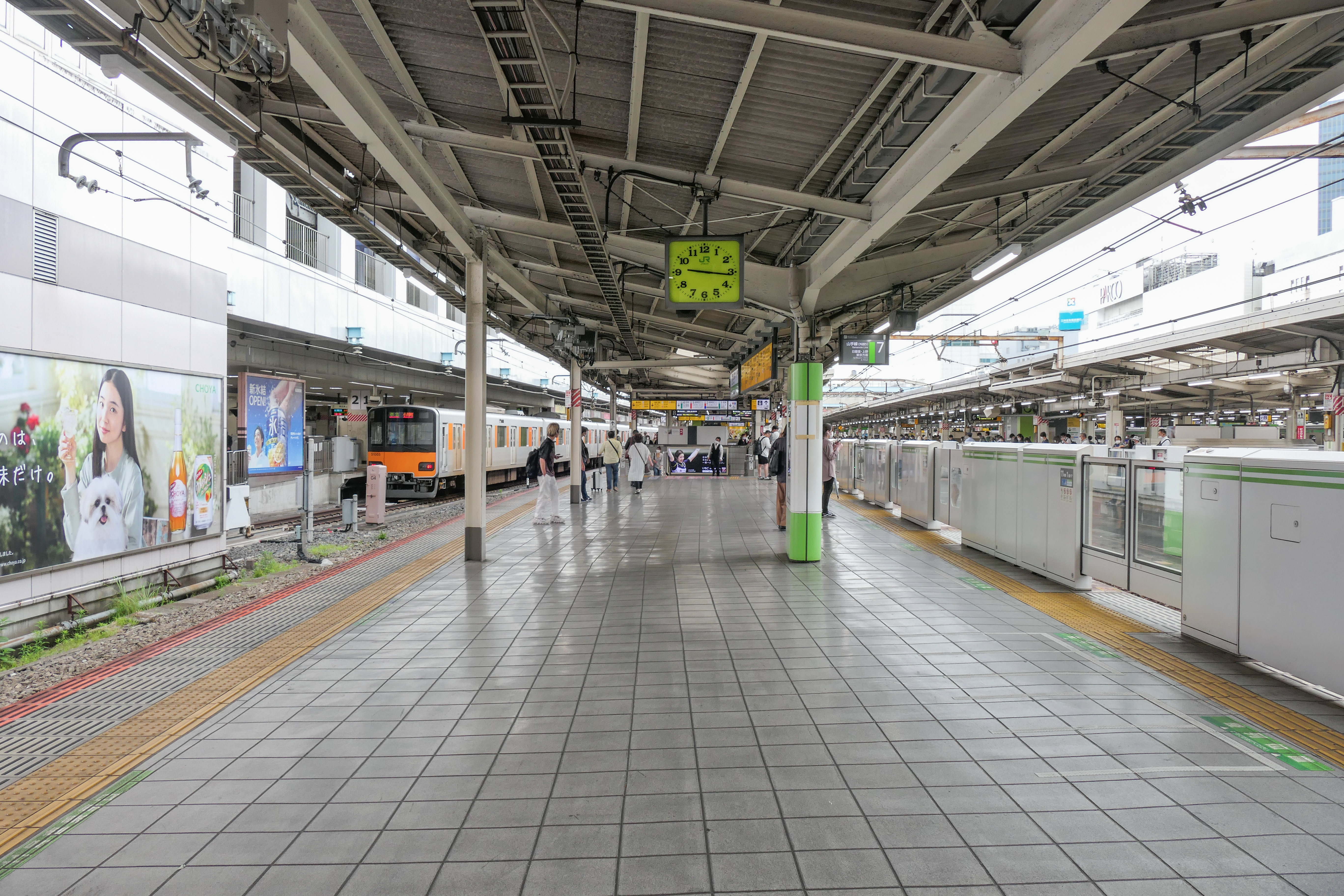
7,8번선 승강장 (2021년 6월11일, 야마노테 선 승강장)

### 세이부 철도
|                           |
| \| 7 6 \| 5 4 \| 3 2 \| 1 |
| 시나마치 ↓                |

네리마·샤쿠지이공원·히바리가오카·도코로자와·고테사시·이루마 시·한노·아가노·세이부 치치부·치치부 본선 미츠미네구치·나가토로 방면
| 1    | 하차전용                                                                               |  |
| 2    | 보통                                                                                   |  |
| 3    | 주로보통·준급·통근준급·쾌속                                                            |  |
| 4    | 하차전용                                                                               |  |
| 5    | 주로 급행·쾌속급행                                                                     |  |
| 6    | 하차전용                                                                               |  |
| 7    | 주로 보통·준급·급행·임시열차（출퇴근·야간） ※특급열차 통과 선                          |  |
| 특급 | 특급 타는 곳(7번 승강장과 선로가 이어져 있음. 도착하거나 출발할 때 7번 승강장을 통과). |  |

### 도부 철도
|                    |
| \| 1 2 \| 3 4 \| 5 |
| 기타이케부쿠로 ↓   |

나리마스·시키·가와고에·신린코엔·오가와마치 방면
| 1 | ■ 도조 선 | 준급타는 곳 ※평일8:51출발은급행으로도 발차                                                         |
| 2 | ■ 도조 선 | 급행·특급타는 곳 ※평일8시대까지는하차전용 평일23:36출발、주말·휴일23:30출발부터는준급도 발차       |
| 3 | ■ 도조 선 | 하차전용 ※평일8시대、주말·휴일6시대까지는보통도 발차 평일24:44발 준급、주말·휴일24:35발보통도 발차 |
| 4 | ■ 도조 선 | 보통 타는 곳                                                                                       |
| 5 | ■ 도조 선 | 하차 전용                                                                                          |

### 도쿄 지하철

#### 도쿄 지하철 마루노우치 선
| ↑ 신오쓰카 |
| \| 2 1 \|  |
|            |

| 1·2 | 마루노우치 선 | 긴자·신주쿠·오기쿠보 방면 |

#### 도쿄 지하철 유라쿠초 선
| ↑ 가나메초         |
| \| 4 3 \|          |
| 히가시이케부쿠로 ↓ |

| 3 | 유라쿠초 선 | 이다바시·나가타초·신키바 방면              |
| 4 | 유라쿠초 선 | 고타케무카이하라·와코시·신린코엔·한노 방면 |

#### 후쿠토신 선
| ↑ 가나메초 |
| \| 6 5 \|  |
| 조시가야 ↓ |

| 5 | 후쿠토신 선 | 시부야 방면                           |
| 6 | 후쿠토신 선 | 고타케무카이하라·와코시·고테사시 방면 |

##### 신선 이케부쿠로 역
후쿠토신 선이 개통되기 전인 1994년 12월 7일에 고타케무카이하라에서 이 역까지의 구간이 개통되었다. 개통 당시의 노선 이름은 도쿄 지하철 유라쿠초 신선(일본어: 東京地下鉄有楽町線新線, とうきょうちかてつゆうらくちょうせんしんせん)이었으며, 역 번호는 유라쿠초 선과 동일한 Y 09이었다.
정식 이름은 이케부쿠로역이나, 유라쿠초 선(본선)의 이케부쿠로역과 구별하기 위해 이러한 이름이 붙었다. 일문표기로는 新線池袋駅, (新線)池袋駅, 또는 池袋(新線)駅로 하였으며, 영문표기는 'NEW LINE IKEBUKURO', 또는 'IKEBUKURO (NEW LINE)'으로 하였다.
그러다가 2008년 6월 13일에 후쿠토신 선이 개통함으로써 이 노선의 이케부쿠로역으로 운영되고 있다.
신선 이케부쿠로 역 당시의 타는 곳 구조는 다음과 같았다.
| 1・2 | 유라쿠초 신선 | 고타케무카이하라・와코 시・신린코엔・한노 방면 |

## 역명판 갤러리

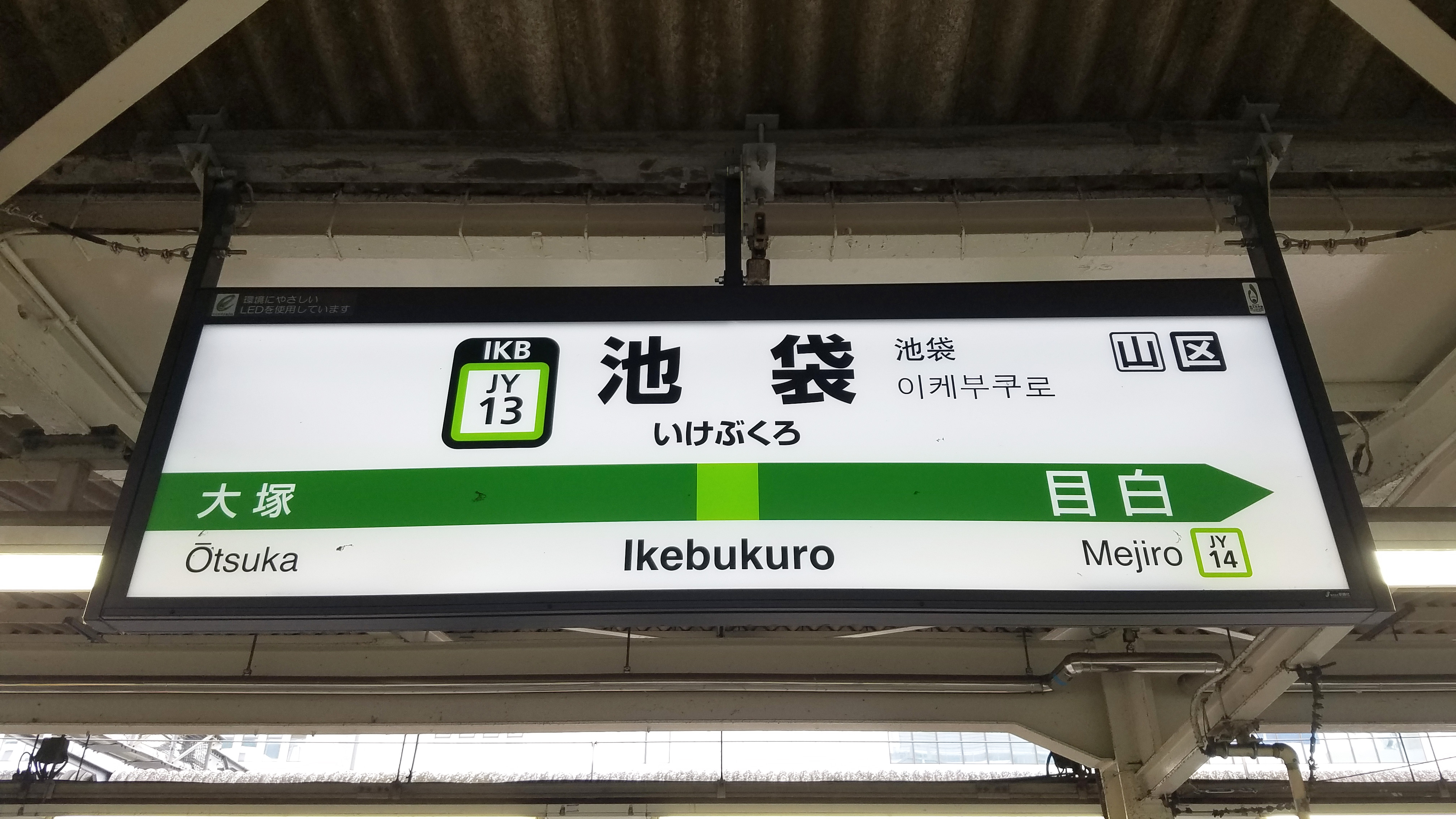
야마노테선
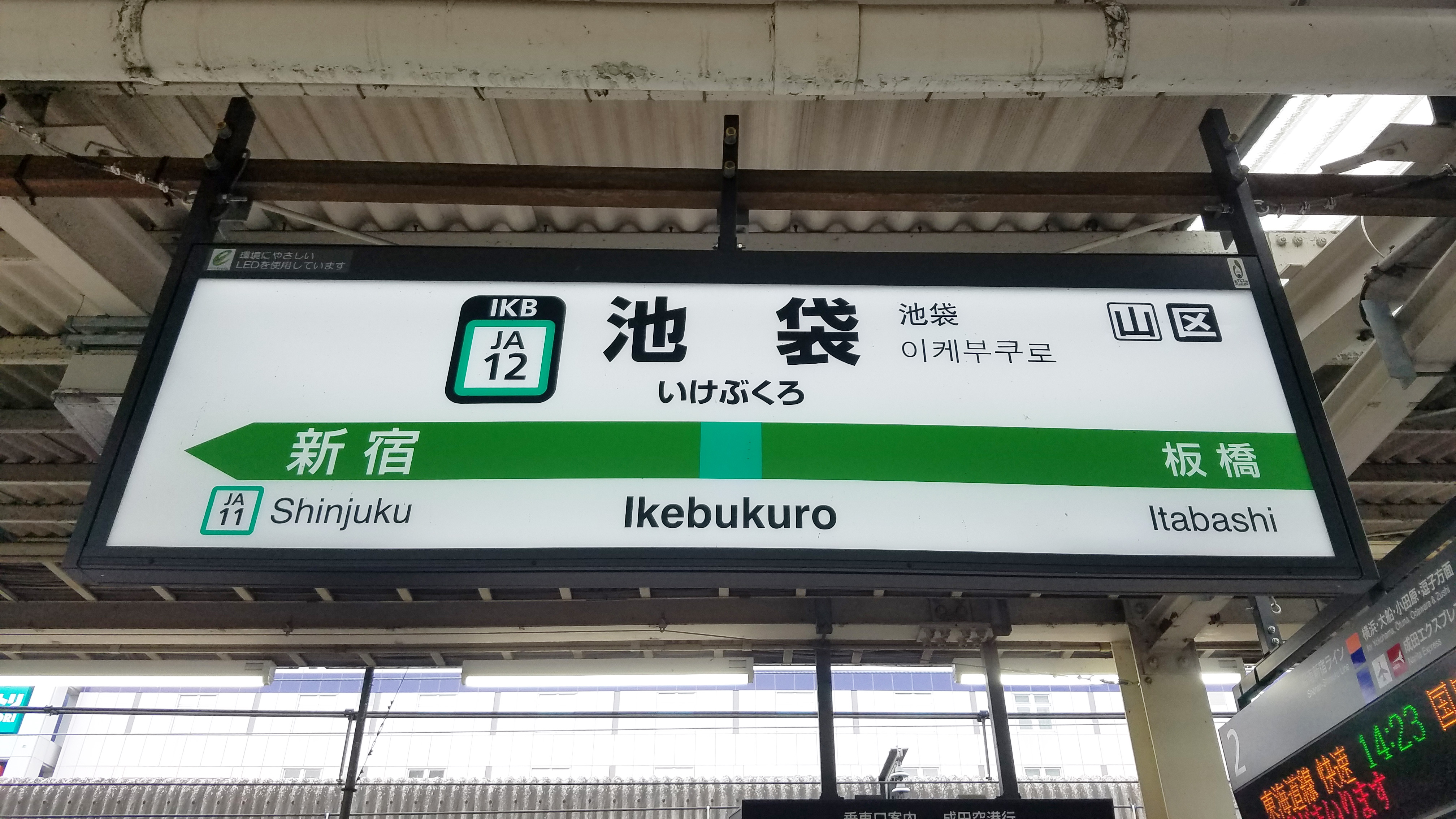
사이쿄선

## 출구 정보
- 동쪽 출입구(東口)
  - 도시마구청
  - 데이코쿠헤이세이 대학
  - 세이부 백화점 본점
  - 슈쿠토쿠 대학
  - 빅 카메라
  - 야마다 전기 LABI1 일본 종본사
  - 선샤인시티
  - 선샤인시티프린스호텔
  - 애니메이트 본점
- 서쪽 출입구(西口)
  - 도부 백화점 본점(이케부쿠로 동부)
  - 릿쿄 대학
  - 도쿄 교통 단기 대학
- 남쪽 출입구(南口)
  - 준쿠도 서점 본점
- 북쪽 출입구(北口)
  - 도부 백화점 본점(본관)

## 역사
- 1902년 5월 10일 : 일본 철도 시나가와 선 이케부쿠로 신호소로 개업.
- 1903년 4월 1일 : 보통역으로 승격. 도시마 선(당역 - 다바타) 개통.
- 1906년 10월 23일 : 화물 영업 개시.
- 1906년 11월 1일 국유화.
- 1914년 5월 1일 : 도부 철도 소속역 개업.
- 1915년 4월 15일 : 무사시노 철도(현 세이부 철도) 소속역 개업.
- 1945년 4월 13일 : 태평양 전쟁중 공습으로 역사 및 차량 전소(전동차 151량, 객차 13량, 화차 12량, 기관차 2량).
- 1954년 1월 20일 : 영단 지하철 마루노우치 선 개통.
- 1963년 : 사설 철도 사상 최초로 10량 편성 열차 운행 개시.(세이부 철도)
- 1974년 10월 30일 : 영단 지하철 유라쿠초 선 개통.
- 1980년 5월 20일 : 일본 국유 철도 화물영업 중단. 세이부 철도 역사 증축.
- 1983년 : 일본 국유 철도 타는 곳 증설.
- 1985년 9월 30일 : 사이쿄 선 운행 개시.
- 1987년 4월 1일 : 일본 국유 철도 민영화(동일본 여객철도 출범)
- 1988년 3월 13일 : 도호쿠 본선, 다카사키 선 일부 열차 운행 실시. 동일본 여객 철도 타는 곳 증설.
- 1991년 3월 19일 : 나리타 익스프레스 운행 개시.
- 1994년 : 세이부 철도 특급 승강장 시공.
- 1994년 12월 7일 : 영단 지하철 유라쿠초 신선 개통(신선 이케부쿠로 역)
- 2001년 12월 1일 : 쇼난 신주쿠 라인 운행 개시.
- 2004년 4월 1일 : 영단 지하철 민영화(도쿄 지하철)
- 2004년 6월 : 사이쿄 선, 쇼난 신주쿠 라인 타는 곳 변경. B1, B4번 승강장이 사이쿄 선 승강장, B2, B3번 승강장이 쇼난 신주쿠 라인 승강장.
- 2005년 12월 1일 : 세이부철도 1,2번 타는 곳 증축.
- 2006년 : 마루노우치 선 타는 곳에 스크린도어 설치.
- 2006년 3월 18일 : 도부 철도 직결 특급 닛코 기누가와 호 운행 개시.(도부 도조 본선이 아닌 동일본 여객철도에만 해당.)
- 2007년 3월 18일 : 세이부 철도 PASMO 사용 개시.
- 2008년 4월 1일 : 신선이케부쿠로 역에 스크린도어 설치.
- 2008년 6월 14일 : 후쿠토신 선 개통으로 신선이케부쿠로 역에서 이케부쿠로 역으로 개칭.
- 2011년 1월 22일 : 유라쿠초 선 승강장의 스크린도어 가동 개시.
- 2011년 2월 25일 : 유라쿠초 선 승강장에서의 발차 멜로디 사용 개시.
- 2011년 3월 12일 : 역을 경유하는 2구간 정기권이 출시.
- 2013년 3월 2일 : 야마노테 선 B6, B7번 승강장에 스크린도어 가동 개시. B5, B8번 승강장은 열차 운행 횟수가 적기 때문에 미설치.

## 사진

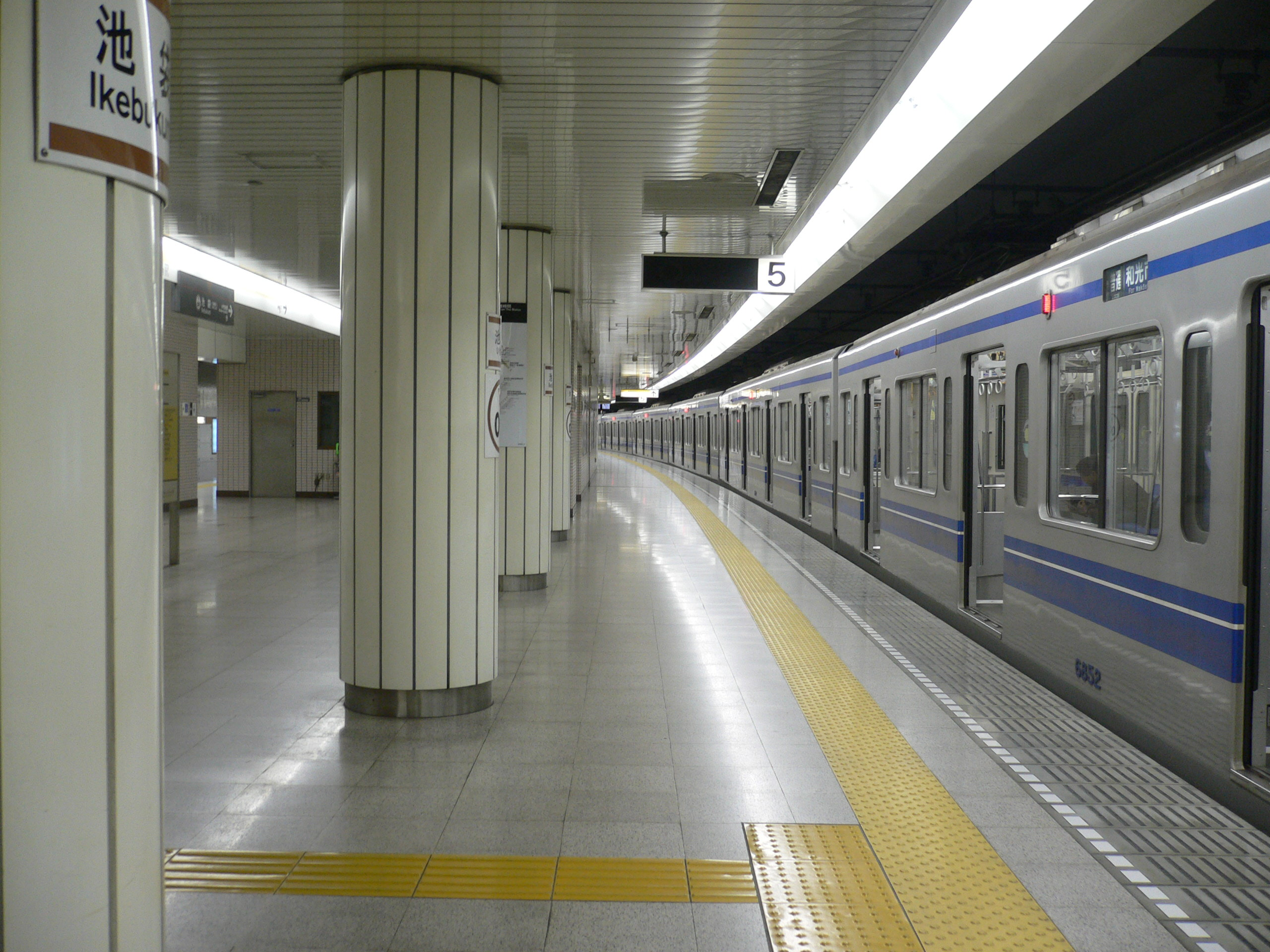
신선 이케부쿠로 역이었을 당시에 스크린도어가 설치되기 전에 찍은 사진. 2005년 12월 18일 촬영.
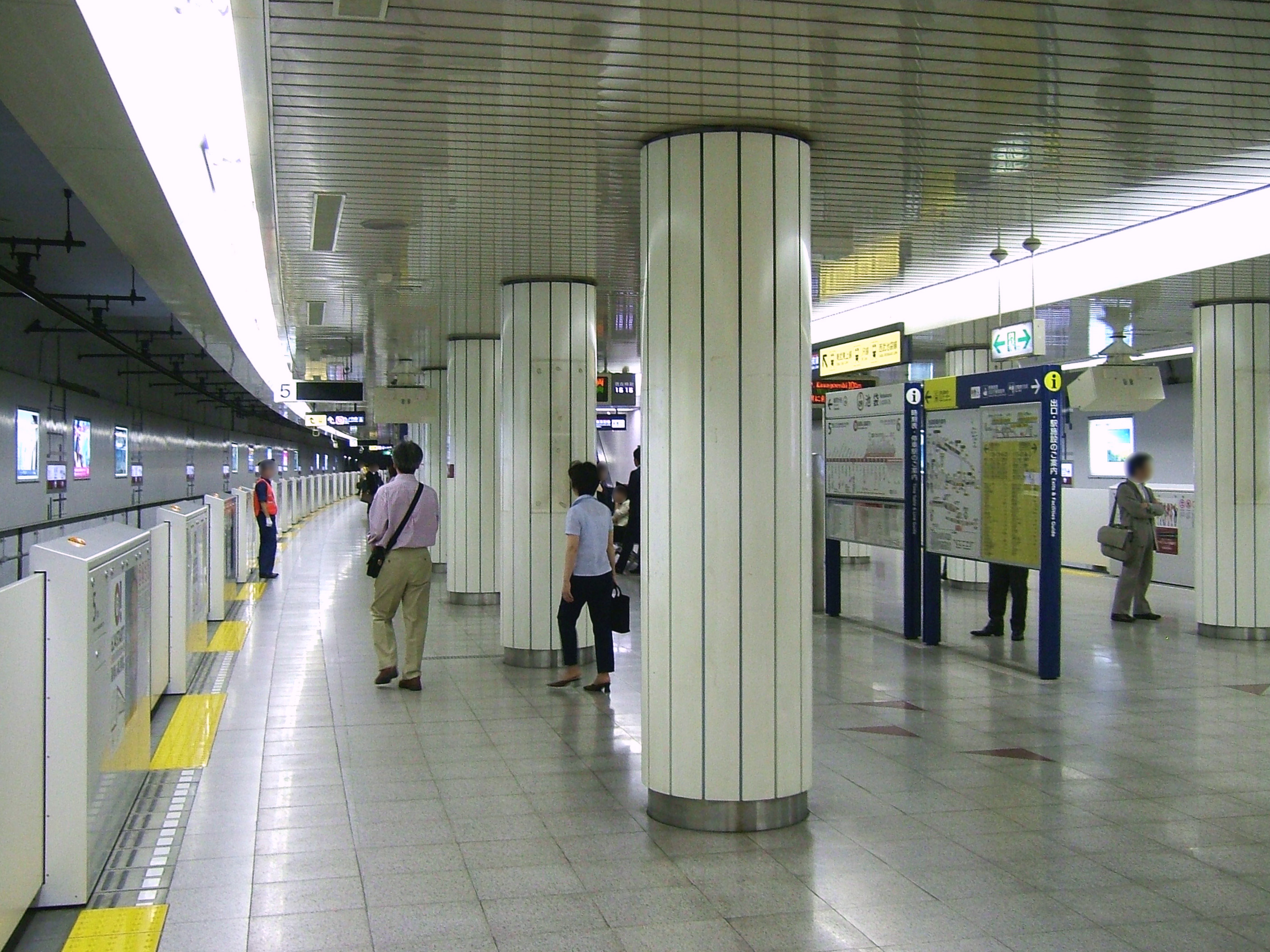
후쿠토신 선의 이케부쿠로 역 모습. 2008년 6월 18일 촬영.
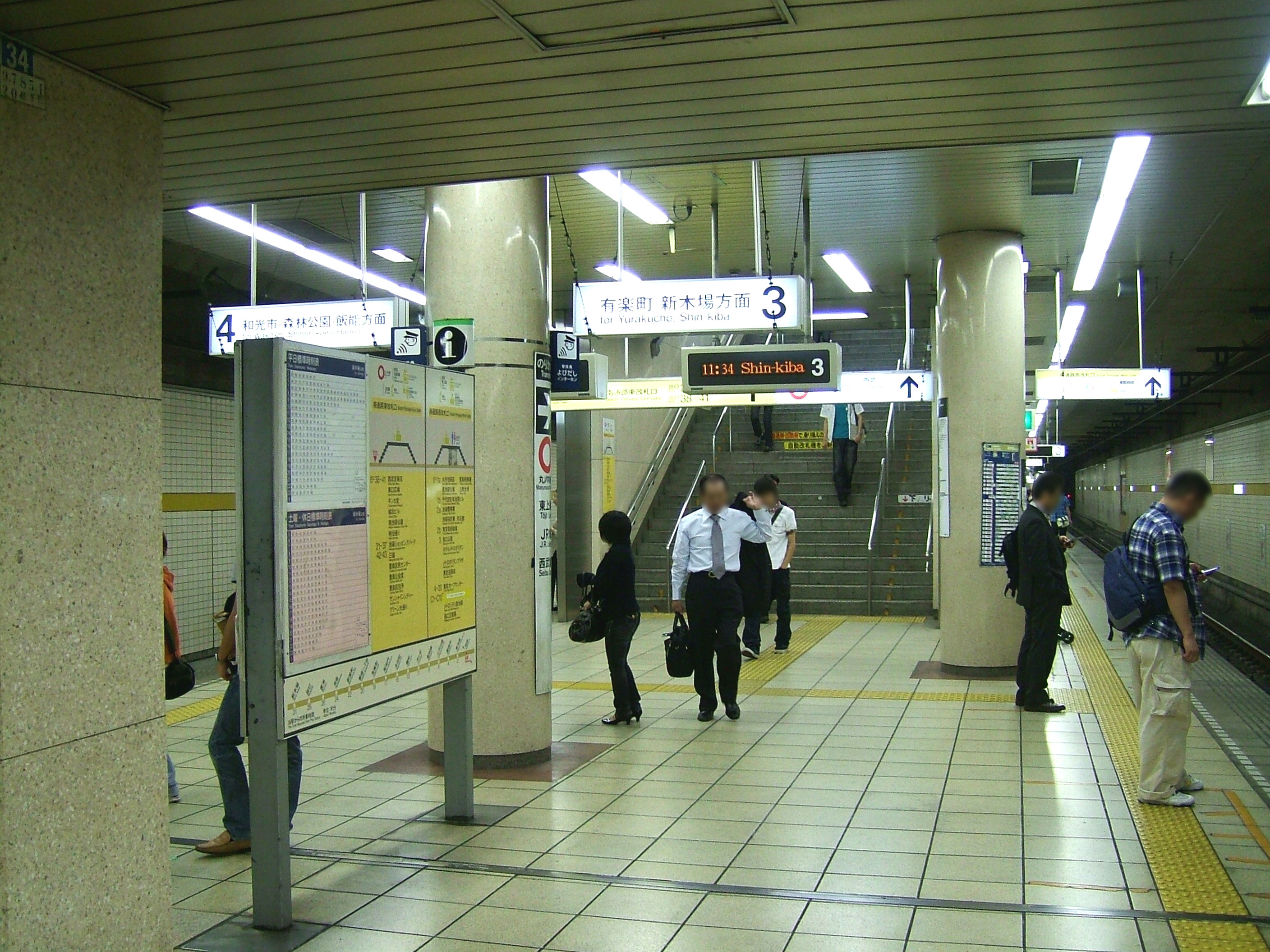
유라쿠초 선 승강장 모습
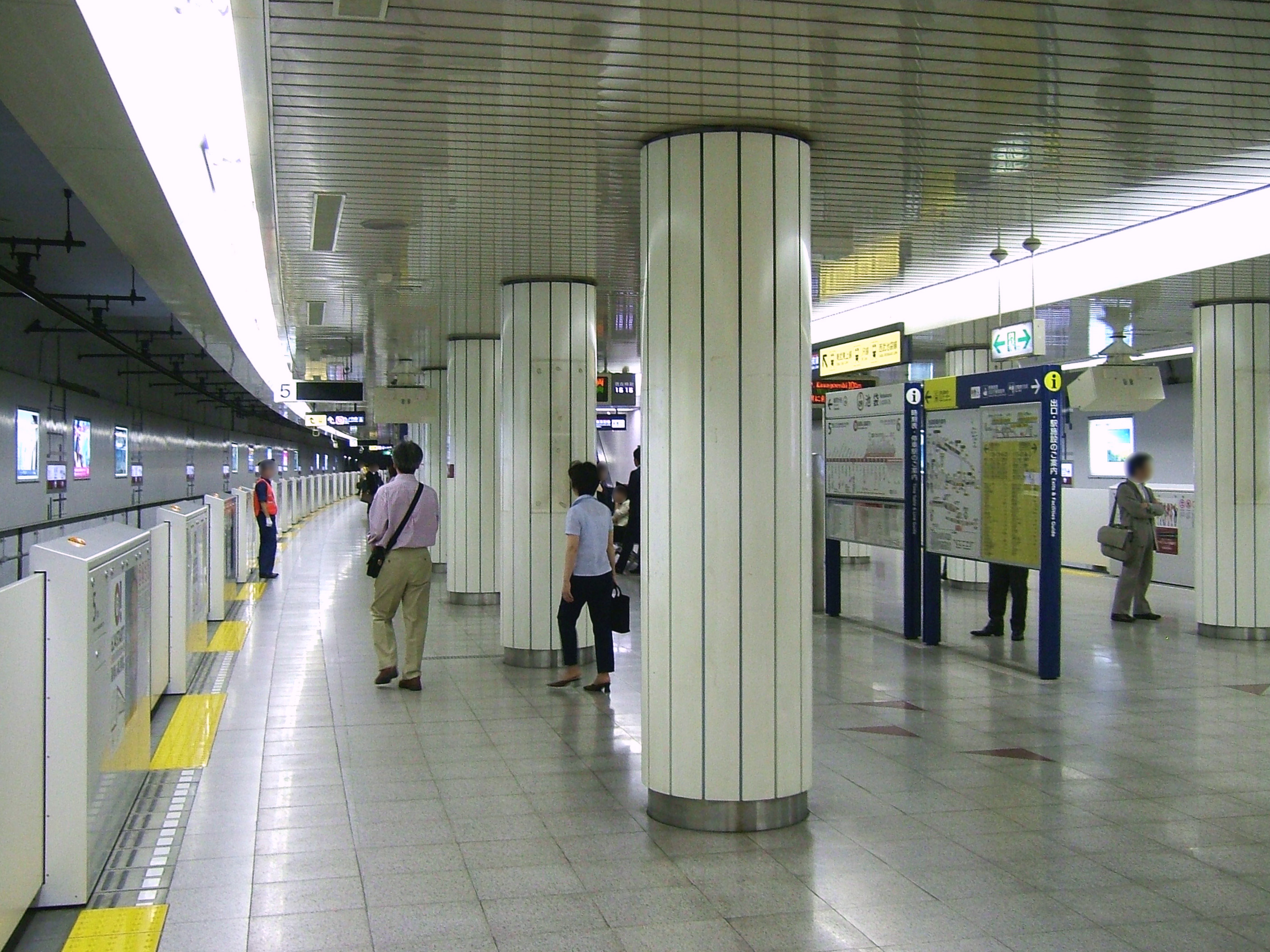
후쿠토신 선 승강장 모습

## 인접 역
| 동일본 여객철도 야마노테 선                | 동일본 여객철도 야마노테 선              | 동일본 여객철도 야마노테 선               |
| ------------------------------------------ | ---------------------------------------- | ----------------------------------------- |
| JY 14 메지로 내선 순환                     | 야마노테 선                              | 오쓰카 JY 12 외선 순환                    |
| 동일본 여객철도 야마노테 선 · 아카바네 선  |                                          |                                           |
| JA 11 신주쿠 신키바 방면                   | 사이쿄 선                                | 이타바시 JA 13 가와고에 방면              |
| 동일본 여객철도 야마노테 선 · 도호쿠 본선  |                                          |                                           |
| JS 20 신주쿠 오다와라 · 즈시 방면          | 쇼난 신주쿠 라인                         | 아카바네 JS 22 우쓰노미야 · 다카사키 방면 |
| 세이부 철도 이케부쿠로 선                  |                                          |                                           |
| 시·종착역                                  | 이케부쿠로 선 쾌속급행 · 급행 · 통근급행 | 샤쿠지이 공원 한노 · 세이부 지치부 방면   |
| 시·종착역                                  | 이케부쿠로 선 쾌속 · 준급 · 통근준급     | 네리마 한노 방면                          |
| 시·종착역                                  | 이케부쿠로 선 보통                       | 시나마치 한노 방면                        |
| 도부 철도 도조 본선                        |                                          |                                           |
| 시·종착역                                  | 도조 본선 TJ 라이너                      | 후지미노 오가와마치 방면                  |
| 시·종착역                                  | 도조 본선 쾌속급행                       | 와코시 오가와마치 방면                    |
| 시·종착역                                  | 도조 본선 급행 · 통근급행 · 준급         | 나리마스 오가와마치 방면                  |
| 시·종착역                                  | 도조 본선 보통                           | 기타이케부쿠로 오가와마치 방면            |
| 도쿄 메트로 4호선                          |                                          |                                           |
| M24 신오쓰카 오기쿠보 방면                 | 마루노우치 선                            | 시·종착역                                 |
| 도쿄 메트로 8호선                          |                                          |                                           |
| Y06 고타케무카이하라 와코시 방면           | 유라쿠초 선 준급                         | Y10 히가시이케부쿠로 신키바 방면          |
| Y08 가나메초 와코시 방면                   | 유라쿠초 선 보통                         | Y10 히가시이케부쿠로 신키바 방면          |
| 도쿄 메트로 13호선                         |                                          |                                           |
| F-06 고타케무카이하라 한노 방면            | 후쿠토신 선 급행                         | 신주쿠 3초메 F-13 모토마치·주카가이 방면  |
| F-06 고타케무카이하라 신린코엔 · 한노 방면 | 후쿠토신 선 통근급행                     | 신주쿠 3초메 F-13 모토마치·주카가이 방면  |
| F-08 가나메초 신린코엔 · 한노 방면         | 후쿠토신 선 보통                         | 조시가야 F-10 모토마치·주카가이 방면      |